# 苟穎
苟穎（1513年—？），字希顏，號和溪，四川保寧府閬中縣人，民籍，明朝政治人物。

## 生平
嘉靖二十二年（1543年）癸卯科四川鄉試第四十名舉人，二十九年（1550年）中式庚戌科會試第九十二名，三甲第六十六名進士。授金壇縣知縣。

## 家族
曾祖苟志英；祖父苟昌，壽官；父苟良璧，母閻氏。重慶下。妻白氏。弟苟預。